# Pážata vévody z Vendôme
Pážata vévody z Vendôme (v německém originále Die Pagen des Herzogs von Vendôme) je „opereta“ či singspiel o jednom dějství českého skladatele Vojtěcha Jírovce na libreto Josepha Sonnleithnera napsané podle stejnojmenného francouzského vaudevillu (Les Pages du duc de Vendôme) Michela Dieulafoye a Nicolase Gersina. Premiéru Pážat vévody z Vendôme uvedlo 5. srpna 1808 vídeňské Divadlo u Korutanské brány (Theater am Kärntnertor).

## Vznik, charakteristika a historie
Skladatel Vojtěch Jírovec byl v roce 1804 jmenován druhým kapelníkem vídeňského dvorního divadla a v této funkci v následujících letech napsal velké množství oper (jakož i baletů), z nichž některé byly rozměrné, velkou část však tvořily jednoaktové komické opery. Jednou z nich byla i Pážata vévody z Vendôme.

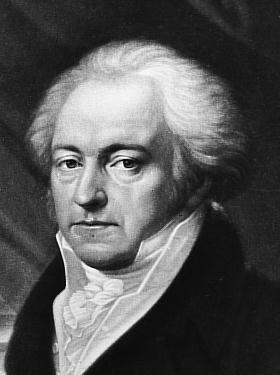
Libretista Joseph Sonnleithner

Stejnojmenný vaudeville, jehož text napsali (Joseph-Marie-Armand-)Michel Dieulafoy (též psáno Dieu-la-foy, 1762–1823) a Nicolas Gersin (1769–1833), měl premiéru v pařížském Théâtre du Vaudeville 17. června 1807 – tedy pouhý rok před premiérou Sonnleithnerovy a Jírovcovy adaptace. Vojenský námět odpovídá poptávce francouzských divadel po vojenské tematice a oslavě historických francouzských vítězství a vojevůdců. V tomto případě je hrdinou příběhu – i když galantního, a nikoli hrdinského – vojevůdce Louis Joseph de Bourbon, vévoda z Vendôme (1654–1712). Ten se proslavil zejména svou úlohou ve válce o španělské dědictví, kde se také děj Sonnleithnerovy a Jírovcovy opery odehrává. V té době bylo Rakousko (po Prešpurském míru) nebylo s Francií v konfliktu, a proto byl tento námět přijatelný i ve Vídni, i když skutečnost, že hrdina opery Vendôme válčil proti Habsburkům, jí mohla uškodit u obecenstva.
Látka přitom měla pro francouzské publikum jistou pikantnost: vévoda z Vendôme byl ve své době znám svou ostentativní homosexualitou a obklopoval se důstojníky a sluhy, kteří byli jeho milenci. Postavení „pážete vévody z Vendôme“ proto u francouzského publika mohlo vyvolávat jisté konotace, zejména při scéně, kdy vévoda ve stanu ohmatává spící pážata. Středoevropskému obecenstvu tento kontext z největší části znám nebyl. Jisté erotické napětí však mohla při této scéně vyvolávat skutečnost, že pážata byla podle dobové konvence představována ženami (kalhotkové role).

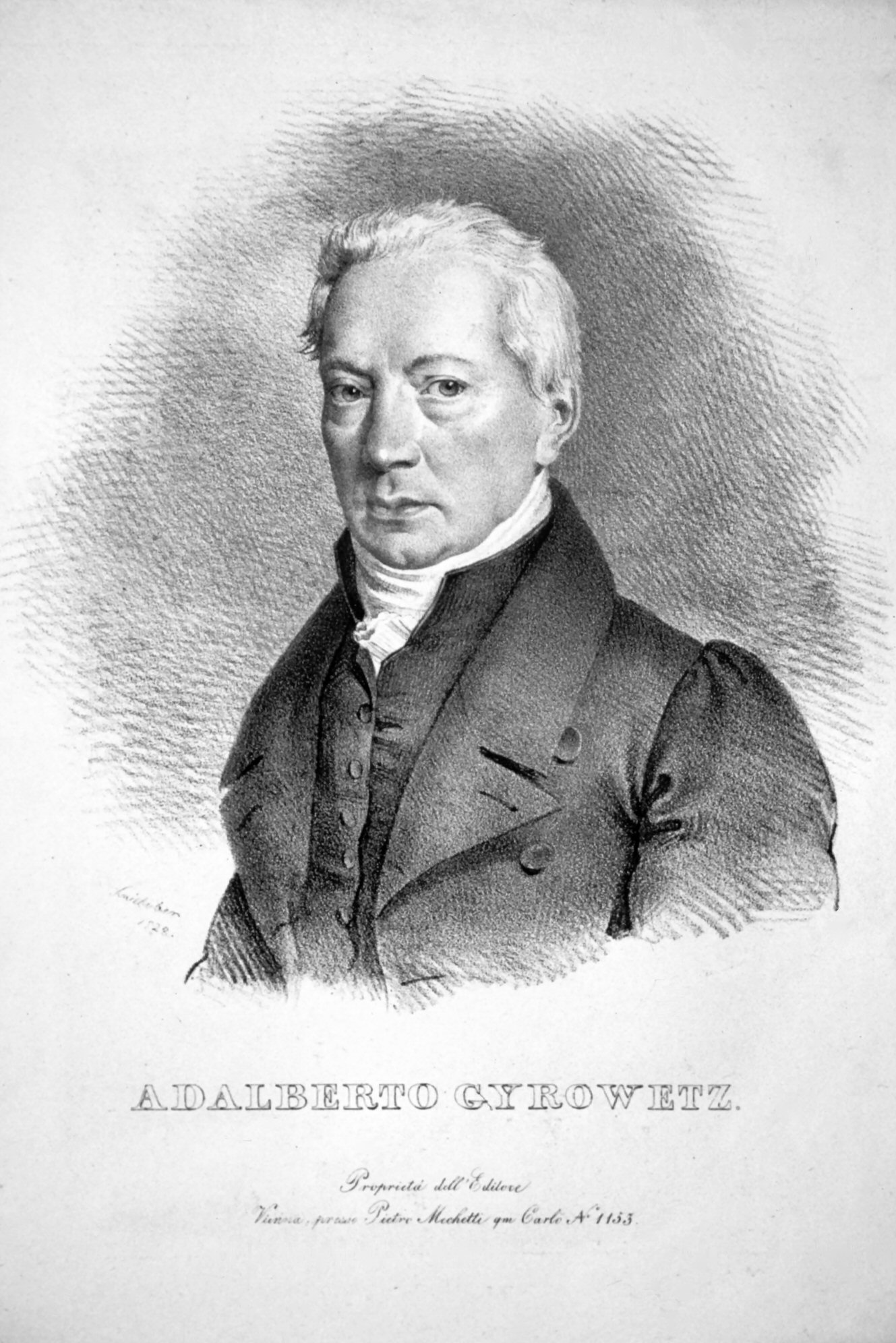
Vojtěch Jírovec, litografie Josefa Kriehubera z roku 1828

Pážata vévody z Vendôme měla premiéru 5. srpna 1808 a v singspielové podobě se dočkala pouze dvou repríz, 6. a 11. srpna 1808 – „bez potlesku“, zmiňuje lakonicky korespondent časopisu Allgemeine musikalische Zeitung. Sdílnější časopis Intelligezblatt po podrobném popisu děje poznamenává, že „tato látka sice poskytuje žertovnou anekdotu, ale na operu se nechá zpracovat těžko. Zcela jí chybí hudební situace a potřebná dramatická výraznost, protože předmět i motivy jsou příliš malicherné, než aby vzbudily zájem. Kus se proto nelíbil, bez ohledu na všechnu snahu, která byla vynaložena na jeho provedení; i hudba byla přijata jen chladně, ačkoli jí nelze upřít jednotlivá zdařená místa. Škoda, že pan kapelník Jírovec zpravidla uplatňuje svůj talent na prostřední texty a při své známé píli a lásce k umění je nucen plýtvat svou melodiemi bohatou múzu plýtvat na každé mu nabídnuté kvapné dílko.“ Žádné jiné divadlo tuto operu neuvedlo. Tiskem byla vydána jen předehra v úpravě pro klavír.

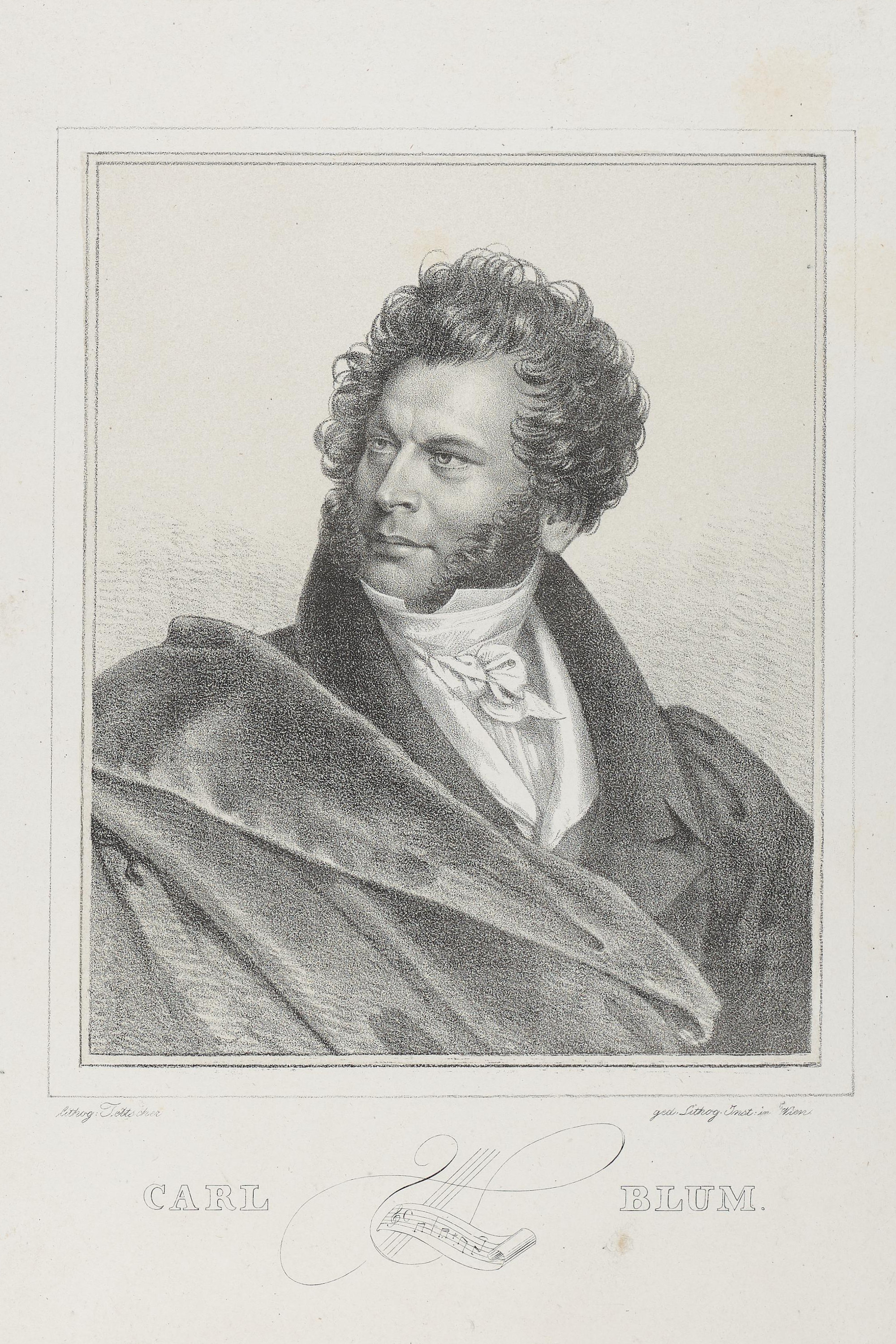
Berlínský skladatel Carl Blum, který zhudebnil stejné téma o dvanáct let po Jírovcovi (rytina Josefa Eduarda Teltschera)

Od roku 1814 však Jírovec spolupracoval s Jeanem Aumerem (1774–1833), francouzským choreografem angažovaným u vídeňského dvorního divadla. V jejich spolupráci vznikla baletní adaptace Pážat vévody z Vendôme (premiéra 16. října 1815), která měla mnohem příznivější osud. Jak komentoval tisk, „Tento balet má mnoho příjemného, a i když táž látka v operním zpracování před pár lety se velmi nelíbila, jako balet uchvacuje.“ Ve Vídni dosáhla 71 představení, a stala se tak druhým nejúspěšnějším Jírovcovým baletem na této scéně. Navíc pronikla do zahraničí, když ji Aumer vzal s sebou při svém přechodu do nejvýznamnějšího soudobého baletního centra, totiž pařížské Opery, roku 1820. Premiéru zde tato „baletní pantomima“ měl 18. října 1820 a hrála se s úspěchem nejen tam, ale následně i na jiných místech (např. Miláně, Londýně, Petrohradě, ba i Palmo's Opera House, New York, 1847). Pro další významný baletní soubor u dánského královského divadla choreografii upravil jiný slavný choreograf, Auguste Bournonville (premiéra 3. září 1830).
Po Jírovcovi totéž téma zpracoval berlínský skladatel Carl Wilhelm August Blum (1786–1844); přidal některé scény do baletní verze Pážat vévody z Vendôme pro Paříž a jeho stejnojmenná dvouaktová opera měla dokonce premiéru ve Vídni, a to v Divadle na Vídeňce 12. ledna 1820, přičemž se setkala s naprostým neúspěchem. I tato verze měla lepší ohlas jako balet, který měl premiéru roku 1831 v Berlíně; původní Aumerovu choreografii pro tento účel upravil královský tanečník Paul Taglioni.

## Osoby a první obsazení
| osoba                        | hlasový obor | premiéra (5. srpna 1808)                                          |
| ---------------------------- | ------------ | ----------------------------------------------------------------- |
| Vévoda z Vendôme             | baryton      | Johann Michael Vogl                                               |
| Hrabě de Muret               | mluvená role | Rösner                                                            |
| Paní ze Saint-Ange           | soprán       | Marianne Marconi (pozd. Schönberger)                              |
| Elise, její neteř            | soprán       | Ambros                                                            |
| Marimon, starý hejtman       | tenor        | Carl Ignaz Anton Demmer                                           |
| Victor, jeho syn, páže       | mezzosoprán  | Marie Renner (vl. jm. Maria Johanna Brochard, provd. von Holbein) |
| Eugen, páže                  | soprán       | Katharina Heym                                                    |
| August, jeho syn, páže       | soprán       | Segner                                                            |
| Tři další pážata, důstojníci |              |                                                                   |
| Dirigent: Vojtěch Jírovec    |              |                                                                   |

## Děj opery
(Odehrává se v kastilské vesnici před domem paní ze Saint-Ange.)
Stmívá se, v pozadí utichá bitva. Před domem doznívající střelbě naslouchají paní ze Saint-Ange a její neteř Elise (duet Die Nacht bricht mit Gewalt herein!). Obě si jsou jisté, že vévoda z Vendôme, velitel bourbonského vojska ve válce o španělské dědictví, je dnes večer po vyhrané bitvě navštíví: v dopise to sliboval tetě sám vévoda a neteři jeho páže Victor. Do toho je Elise tajně zamilována, jenže vévoda je od smrti Elisina otce jejím poručníkem a chce ji provdat za svého důstojníka hraběte de Mureta. Ten se Elise nezamlouvá už jen proto, že je to nemluva. Dívka ostatně věří, že dosáhne svého… Znedaleka je slyšet blížící se vojsko a obě ženy se těší na příchod svých známých (duet Horch, horch! Die Truppen rücken).

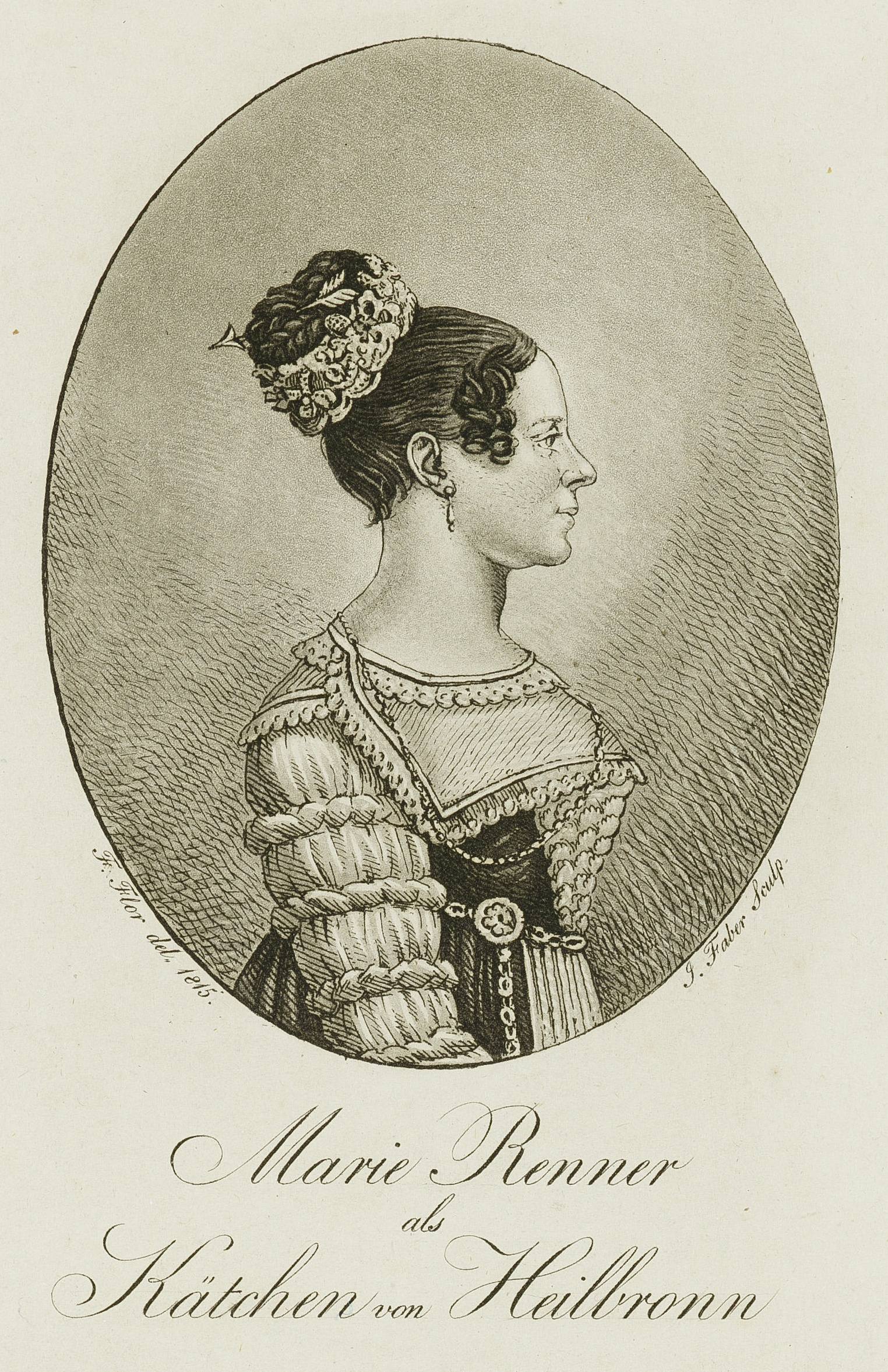
Marie Rennerová, představitelka pážete Victora v Pážatech vévody z Vendôme (zde v úloze Kleistovy Katynky z Heilbronnu), rytina Johanna Joachima Fabera a Ferdinanda Flora

Vévoda přichází v doprovodu svých důstojníků, včetně Mureta, zdraví paní ze Saint-Ange i svou svěřenku a po vítězství rozděluje důstojníkům nové hodnosti. Jen starý hejtman Marimon zarputile jakékoli ocenění odmítá: stačí, že vévoda přijal jednoho jeho syna – Victora – za své páže a druhému přislíbil stejné místo, jakmile se uvolní. Vévoda si povzdechne a posílá Marimona na novou misi: vyhnat nepřítele do rána z blízkého zámku. Na to se nechává oběma ženami odvést k odpočinku do domu (tercet Das Herz des Kriegers ruht erst dann).
Marimon se před odchodem loučí s Victorem a dává mu i jeho soudruhům nejrůznější napomenutí, aby se alespoň teď v noci chovali spořádaně (duet Macht kein Getöse bey der Nacht). Victor vyhlíží Elisu a, nechtěje nic nechat náhodě, svolává ostatní pážata, aby si postavili stan přímo před domem (ansámbly pážat Tralla la ra la la! a Frisch! unsre Picken nehmen wir). Jakmile je stan hotov, pážata se v něm uvelebí a usnou, jen Victor stále čeká na Elisu, a když se neobjevuje, vábí ji serenádou (Stiller Mond, o leuchte mir).
Elise se objeví v okně a hovoří s Victorem. Ujišťuje ho o své lásce a Victor jí slibuje sňatek, jen co obdrží důstojnickou hodnot. Ale pak je vyruší vévoda, který vyšel ještě zkontrolovat stráže. Elise i Victor se schovají, ale vévoda si přece jen něčeho všimne a tuší útok na ctnost své svěřenky (tercet Er bleibt vielleicht noch lang!). Victorovi se podaří bleskem vpadnout do stanu, ale pohyb zahlédne vévoda a ví, že viníkem musí být jedno z jeho pážat. Má způsob, jak zjistit, které: vsouká se do stanu a hmatem zjišťuje, kterému jinochovi nejsilněji buší srdce. Tomu pak odejme ozdobnou náprsní jehlici – odznak jejich postavení vévodových pážat – aby ho mohl později rozpoznat (melodram).

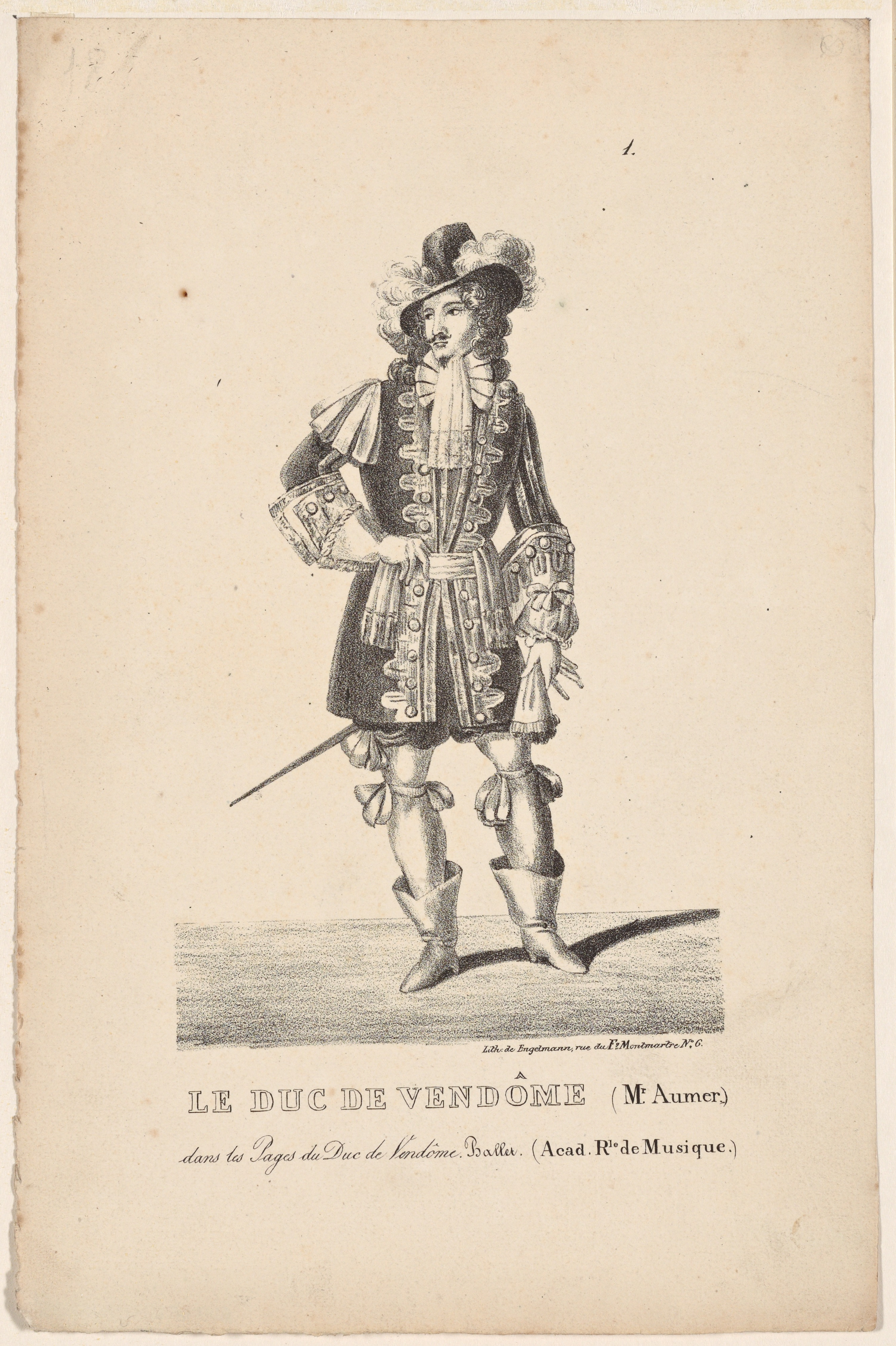
Tanečník a choreograf Jean Aumer jako vévoda v baletní verzi Pážat vévody z Vendôme, Paříž 1820.

Pak vévoda odejde a Victor se radí s Elisou, jak se vyhnout trestu. Napadne ho lest – sebere jehlici i všem svým spícím kamarádům. Když je vzápětí vévoda vyburcuje k nástupu, nemá jehlici žádný z nich a všichni se omlouvají, že ji museli ztratit. Ale vévoda se nenechá jen tak oklamat; teď se půjde rozloučit s dámami, a které z pážat za čtvrt hodiny nebude mít svou jehlici, bude propuštěno ze služby.
Victor pak svým druhům vysvětluje, co učinil. Chce jim jehlice vrátit, ale oni jeho duchapřítomnost obdivují a slibují mu plnou solidaritu (sbor pážat O Gott der List). Pak Victor vyhledá vévodu. Ten ho nijak zvlášť nepodezřívá – má Victora spíše za ducha mdlého – a proto uvěří, když na něj Victor vznáší prosbu. Je zřejmé, že se brzy přinejmenším jedno pážecí místo uvolní, a Victor je chce zamluvit pro svého bratra. Vévoda mu to přislíbí a dokonce mu dává pro bratra novou jehlici – tedy pod podmínkou, že mu Victor ukáže svou vlastní (což Victor může, neboť má dosud všechny jehlice u sebe). Poté se vévoda snaží milencovo jméno vyloudit přímo od Elisy, ale ta obratně obrací každou otázku na chválu jeho bojového triumfu. Proto vévoda svolává přede všemi svá pážata, ale nyní mají všechna své jehlice. Vévoda byl přelstěn a je nucen svornost svých pážat ocenit jako bojovou ctnost (ansámbl Hola! Meine Pagen! … Um Eurer Hoheit Dank zu sagen … So werden wir dem Feinde stehen).
Ale vévoda tvrdí, že dotčené páže hledal jen k jeho dobru, a jeden z kamarádů Victora bláhově prozradí. Vévoda ho kárá, ale právě se vrací Marimon a hlásí, že jeho úkol byl úspěšně završen. Vévoda mu shrnuje, jakého podvodu se na něm jeho syn dopustil, a nabízí Marimonovi za odměnu Victorovo omilostnění. Marimona to nezajímá, ale Victor milost vděčně přijímá, zvláště když mu vévoda slíbí Elisinu ruku – za několik let, rozumí se. Pak vévodovo vojsko táhne dál (závěrečný sbor List und Lieb' in frohem Bund).